# Alija Mołdagułowa
Alija Nurmuchambietowna Mołdagułowa (ros. Алия Нурмухамбетовна Молдагулова, kaz. Әлия Нұрмұхамедқызы Молдағұлова, zapis łacinką: Äliia Nūrmūhamedqyzy Moldağūlova; ur. 25 października 1925 w Bułaku, zm. 14 stycznia 1944 w Nowosokolnikach) – snajperka i żołnierka Armii Czerwonej, Bohater Związku Radzieckiego (1944).

## Życiorys
Alija urodziła się w 1925 na terenie dzisiejszego Kazachstanu (wówczas Kazachska ASRR, część RFSRR), w 1935 wyjechała do wujka do Ałma-Aty, by tam kontynuować naukę. Następnie opuściła Kazachstan, by udać się do Leningradu, tam ukończyła żeńską szkołę przygotowania snajperskiego i wstąpiła się do Armii Czerwonej. Zginęła w 1944 roku (w wieku 20 lat) na froncie.
W 1944 roku została odznaczona medalem i uzyskała tytuł Bohatera Narodowego. Do dziś jej imieniem nazywane są ulice, place, szkoły, postawiono jej kilka pomników, m.in. w Rosji i Kazachstanie. Aliji poświęcono również balet „Alija” oraz pieśń w języku kazachskim śpiewaną przez Rozę Rymbajewą.